# 海南常山
海南常山（学名：Dichroa mollissima）为虎耳草科常山属下的一个种。

## 扩展阅读
- 維基物種上的相關：海南常山